# Język palau
Język palau (təkoi ər a Belau), pol. również język palauański, język palajski – język należący do rodziny języków austronezyjskich, używany przez rdzenną ludność Palau. Liczba mówiących wynosi 18 tys. (w tym 14 tys. w Palau).
W przeciwieństwie do sąsiadów nie należy ani do rodziny mikronezyjskiej, ani polinezyjskiej. Znalazł się w propozycji grupy zachodniej języków malajsko-polinezyjskich (siostrzanej wobec grupy centralno-wschodniej). Uchodzi za bliżej spokrewniony z językami Filipin i Indonezji, lecz jego dokładna przynależność jest niejasna. Potencjalny związek palau z językiem czamorro nie został udowodniony. K.A. Adelaar (2005), A.D. Smith (2017) i E. Zobel (2024) klasyfikują go jako izolat w ramach języków malajsko-polinezyjskich. Dawniej był zaliczany do grupy języków filipińskich.
Wszedł w kontakt z językami oceanicznymi, użyczając elementów słownictwa językowi yap; sam zapewne również znalazł się pod ich wpływem. Pośród języków malajsko-polinezyjskich wyróżnia się redukcjami fonologicznymi, a także przebudowanym systemem stron gramatycznych; jednocześnie zachowuje pewne konserwatywne cechy austronezyjskie (zwłaszcza w zakresie morfologii).
Jest zapisywany alfabetem łacińskim.